# Buguruslan
Buguruslan (ru. Бугуруслан) este un oraș din Regiunea Orenburg, Federația Rusă și are o populație de 53.893 locuitori.